# Sidney Renouf
Sidney Renouf, né le 24 mars 1799 à Paris et mort 28 janvier 1880 à Authon-du-Perche, est un journaliste français. 

## Biographie
Renouf a contribué à la fondation de la Patrie de Lireux et il a été mêlé à toutes les luttes du gouvernement de Juillet. En 1844, il a vendu la Patrie 1 500 francs à Delamarre, alors qu’elle ne diffuse que 1 500 exemplaires par jour.
Très lié à Odilon Barrot, il soutenait ses idées dans la presse. Il a également été rédacteur en chef de l’Ami du peuple, journal à un sou. Sous le Second Empire, il s’est retiré de la vie active et a publié dans l'Indépendance belge une correspondance remarquable sous la signature « Y », et quelques travaux appréciés sur la politique étrangère.

## Publications
- L’Union américaine et l’Europe, Paris, Édouard Dentu, 1861.
- M. Thiers, sa vie politique, sa mission en 1870, Angers, A. Mame et fils, 1870.